# Сенсибилизация (иммунология)
Сенсибилизация биологическая (лат. sensibilis, фр. sensibilisation — чувствительный) — приобретение организмом специфической повышенной чувствительности к чужеродным веществам — аллергенам, повышение его чувствительности к воздействию раздражителей.

## Сенсибилизирующие вещества
Природа веществ, которые сенсибилизируют (вызывают реактивную чувствительность организма), разнообразна. Быть сенсибилизаторами могут различные вещества — продукты, вырабатываемые бактериями и вирусами, составные части воздуха и света (например, при аллергии на солнечный свет), различные химические вещества и вещества животного и растительного происхождения. 
Кроме истинных аллергических реакций, сенсибилизация имеет значение также и при параллергии (псевдоаллергии), при которой аллерген (сенсибилизирующее вещество) и вещество, на которое реагирует организм, различаются. 

## Повторная сенсибилизация
Известно, что ранее сенсибилизированный организм с повышенной (измененной) реактивной чувствительностью более остро реагирует на другие сенсибилизирующие вещества, чем нормальный (несенсибилизированный). Нормальный организм могут сенсибилизировать только белки, не доказано, могут ли другие вещества быть истинными сенсибилизаторами. Например, сенсибилизация светом происходит не прямым образом. Скорее всего, воспаление, вызванное действием ультрафиолетовых лучей, ведет к всасыванию белков, которые сенсибилизируют организм. 
Повторная сенсибилизация может возникнуть под влиянием разнообразных веществ, которые не дали бы такого же эффекта у человека с нормальной реактивной чувствительностью. В измененном организме чувствительность нестойкая и изменчивая, он больше поддается сенсибилизации другими веществами. Например, облучение кожи солнечным светом может вызвать аллергическую реакцию (крапивницу, экзему или дерматит), которой не появилось бы у человека с нормальной реакцией при таких же условиях облучения.

## Проникновение сенсибилизаторов и реакция организма
Сенсибилизирующие вещества (сенсибилизаторы) попадают в организм через органы и ткани человека, например, через легкие при бронхиальной астме, через кишечник, как различные пищевые аллергии, через кожу. При аллергиях на бактериальные факторы не известно, играет ли роль прямой контакт, или же сенсибилизация происходит косвенно, через воздействие на нервную систему. 
Не известно, как именно связан сенсибилизатор с местом появления аллергической реакции. Реакция организма на воздействие солнечных лучей иногда происходит на месте контакта с кожей, а иногда в других органах и тканях. Распространенными реакциями такого типа являются кожные проявления, например, аллергия на продукты питания и аллергия на фоне эмоционального состояния (психогенный дерматоз). 
Симптоматические проявления сенсибилизационного процесса могут быть совершенно разными, хотя в большинстве случаев захватывается одна система, например, дыхательные пути при бронхиальной астме, кожа при крапивнице и пищевых аллергиях, слизистые оболочки при аллергическом рините (сенной лихорадке). Нередко симптомы повышенной чувствительности проявляются сразу в нескольких органах, например, астматики могут страдать кожными аллергическими проявлениями такими, как экзема или крапивница.

## Факторы, влияющие на сенсибилизацию
Генетические и конституциональные факторы (морфологические, физиологические и психологические) играют важную роль в сенсибилизационных процессах (аллергии). Например, организм с более ранимой кожей и слизистыми оболочками может постепенно пропускать сенсибилизирующий фактор и быть более податливым к сенсибилизации. На процесс сенсибилизации влияют такие факторы, как пол, возраст, количество и качество кожного пигмента, а у женщин — гормональный фон, беременность и менструальный цикл. 
Скорее всего, предрасположенность к развитию аллергических реакций является врожденной, а сами реакции развиваются в течение жизни человека, когда происходит контакт с разными сенсибилизирующими веществами. Известно, что в любом организме могут развиться аллергические реакции, а конституциональные факторы только облегчают или усугубляют сенсибилизацию.

## Десенсибилизация
Десенсибилизация — это процесс, противоположный сенсибилизации, при котором снижается реактивность органов и тканей организма на раздражающий фактор. Десенсибилизационными факторами являются те же вещества, которые производят сенсибилизацию.
Анафилактоидная сенсибилизация отличается от других видов, она обычно специфична. Анафилактический шок вызывается повторным введением именно того фактора, который изначально попал в организм. С другими аллергиями сенсибилизация не так специфична, например, при аллергии к хинину одновременно наблюдается реакция на антипирин, а при сенсибилизации к пыльце одного растения часто повышается чувствительность к пыльце других растений. 
Схожим образом большинство десенсибилизирующих веществ может действовать на реакцию организма на ряд сенсибилизаторов. Повышенную чувствительность к одному сенсибилизатору можно лечить применением различных десенсибилизаторов. Например, можно десенсибилизировать кожу к туберкулину, применяя туберкулин, рентген или ультрафиолетовые лучи. Также можно лечить одним веществом ряд аллергических заболеваний. Облучение солнечным светом в массивных дозах является эффективным методом лечения при различных аллергических заболеваниях. 
Терапевтический эффект протеинотерапии (лечения белковыми веществами, которые вводят в организм человека), лактотерапии (лечения молоком), аутотерапии (лечения собственной кровью) и гетеросеротерапии (лечения сывороткой животного происхождения) обусловлен их способностью приводить к десенсибилизации организма. 
Сенсибилизация и десенсибилизация — это различные стороны реакции организма на поступающие в него вещества. Иногда эти состояния сменяют друг друга, а иногда проявляются одновременно.
При лечении аллергии десенсибилизацией часто используют метод постепенного привыкания организма к возрастающим дозам сенсибилизатора. Например, при пищевых аллергиях подкожно вводится экстракт аллергена и наблюдается наличие или отсутствие реакции на него. Затем доза аллергена вводится орально или подкожно и постепенно увеличивается. Похожий метод используют для десенсибилизации и при других аллергиях.

## Болезни, связанные с сенсибилизацией
Существует ряд болезней, в основе которых лежит предварительная сенсибилизация: ревматизм, плевропневмония, узелковый полиартериит, облитерирующий тромбангиит, злокачественный нефросклероз (артериолонекротический склероз) Фара и другие. 
Инфекционные болезни такие, как скарлатина, эпидемический сыпной тиф, дизентерия, менингит и инфекционный эндокардит, могут давать осложнения в виде аллергических проявлений из-за сосудистых изменений в организме. Сенсибилизация отражается на характере течения инфекционных заболеваний. Происходит снижение порога раздражения организма, хотя неизвестно, как именно. 
Другие известные патологические состояния, имеющие связь с процессом сенсибилизации: 
- повышенная чувствительность к токсинам у инфекционных больных (реакции на туберкулин, маллеин, трихофитии, жидкость эхинококковых пузырей при соответствующих заболеваниях и аллергическая реакция на аскарид у людей, работающих с ними);
- туберкулез кожи и проявления сифилиса на коже;
- неинфекционные токсидермии (дерматит от йода и некоторые экземы);
- пищевые аллергии;
- бронхиальная астма, аллергический ринит (сенная лихорадка);
- сывороточная болезнь;
- сенсибилизационные заболевания, связанные с облучением солнечным светом (фотодерматит, кожная порфирия, порфириновая болезнь).

У людей, которые работают с аскаридами, могут появиться аллергические проявления, такие как крапивница, конъюнктивит, насморк, кашель; аллергическая реакция иногда не проходит даже после прекращения контакта. Эозинофилы при гельминтозе также считаются аллергическим проявлением.

## Причины возникновения сенсибилизации
В процессе сенсибилизации играет роль функция вегетативной нервной системы (ВНС) и эндокринных желез. Однако, связь возникновения сенсибилизации с определенным состоянием тонуса вегетативной системы пока не установлена. 
Анафилактоидная реакция, в основе которой лежит процесс сенсибилизации, считается ваготонической, но во время сенсибилизации часто наблюдаются колебания симпатикотонии (преобладание тонуса симпатической части ВНС над парасимпатической) и ваготонии (преобладание парасимпатической нервной системы). Период возбуждения вагуса может смениться возбуждением симпатического нерва и симпатикотония в начальном периоде сенсибилизации сменяется ваготонией. 
Роль эндокринной системы в процессе сенсибилизации полностью не известна. Возможно, на сенсибилизацию влияют функции щитовидной, вилочковой железы, селезенки и печени. При анафилаксии печень, определенно, играет роль в сенсибилизации, и необходимо отличать анафилактоидную сенсибилизацию от других ее видов. 
В процессе сенсибилизации при анафилаксии организм обязательно вырабатывает антитела. Также при анафилаксии выше эффективность применения сыворотки и существует возможности переноса с ее помощью повышенной чувствительности с одной особи на другую. Сыворотка анафилактизированной особи, примененная неанафилактизированной, передает ей сенсибилизацию (пассивная анафилаксия), тогда как при других аллергиях такой эффект отсутствует.